# 桃源回族乡
桃源回族乡是中华人民共和国云南省昭通市鲁甸县下辖的一个民族乡。乡内居住着回、汉、彝三种民族

## 行政区划
桃源回族乡下辖以下村级行政区划单位：
桃源村、箐门村、拖姑村、铁家湾村和大水塘村。